# Hàn Quốc tại Đại hội Thể thao Đông Á 2005
Hàn Quốc tham dự tại Đại hội Thể thao Đông Á 2005 tổ chức tại Ma Cao, Trung Quốc từ 29 tháng 10 năm 2005 đến 6 tháng 11 năm 2005. Hàn Quốc kết thúc với 32 huy chương vàng, 48 huy chương bạc, và 65 huy chương đồng.

## Tóm tắt huy chương

### Bảng huy chương
| Môn thể thao    | Vàng | Bạc | Đồng | Tổng cộng |
| --------------- | ---- | --- | ---- | --------- |
| Điền kinh       | 3    | 7   | 12   | 22        |
| Bóng rổ         | 0    | 0   | 1    | 1         |
| Bowling         | 10   | 5   | 7    | 22        |
| Dance sport     | 1    | 1   | 7    | 9         |
| Lặn             | 0    | 1   | 2    | 3         |
| Thể dục dụng cụ | 1    | 1   | 4    | 6         |
| Hockey          | 1    | 1   | 0    | 2         |
| Karate          | 0    | 2   | 4    | 6         |
| Đua thuyền      | 1    | 3   | 0    | 4         |
| Bóng mềm        | 0    | 4   | 1    | 5         |
| Bắn súng        | 3    | 5   | 3    | 11        |
| Bơi lội         | 2    | 7   | 12   | 21        |
| Bơi đồng bộ     | 0    | 0   | 2    | 2         |
| Taekwondo       | 6    | 1   | 1    | 8         |
| Quần vợt        | 1    | 1   | 4    | 6         |
| Cử tạ           | 2    | 6   | 4    | 13        |
| Wushu           | 1    | 3   | 1    | 5         |